# Vieni via con me (Taratapunzi-e)/Come amico
Vieni via con me (Taratapunzi-e)/Come amico è un singolo di Loretta Goggi, pubblicato nel 1972.

## Descrizione
Il brano era la sigla del varietà Canzonissima del 1972 condotto dalla stessa Goggi con Pippo Baudo; il brano ebbe un certo successo raggiungendo la seconda posizione dei singoli più venduti e vinse il Disco d'oro. Claudio Baglioni ha inserito una cover di Vieni via con me nell'album Anime in gioco.

## Tracce
Lato A
1. Vieni via con me (Taratapunzi-e) – 3:26 (Dino Verde, Marcello Marchesi, Pippo Baudo e Enrico Simonetti)

Lato B
1. Come amico – 3:05 (Nicola Apollonio, Oscar Avogadro e Enrico Simonetti)